# Królestwo Saksonii
Królestwo Saksonii (niem. Königreich Sachsen) – historyczne państwo w Niemczech, istniejące od 1806 do 1918, ze stolicą w Dreźnie. W 1918 graniczyło z Prusami, Austrią, Bawarią, księstwami Reuss (linii młodszej) i Reuss (linii starszej), Saksonią-Weimar-Eisenach oraz Saksonią-Altenburg.

## Historia
Geneza Królestwa Saksonii sięga wojny IV koalicji antyfrancuskiej, która została wypowiedziana Francji przez Królestwo Prus 1 października 1806 r. Już pod koniec XVIII stulecia rządzony przez władców z dynastii Wettynów Elektorat Saksonii zbliżył się politycznie do Prus. Oba te państwa nie przystąpiły 12 lipca 1806 r. do Związku Reńskiego, utworzonego przez Napoleona na gruzach I Rzeszy. W pierwszej fazie wojny IV koalicji – w kampanii pruskiej – kluczowa okazała się bitwa pod Jeną i Auerstedt. Armia prusko-saska poniosła tam miażdżącą porażkę, wskutek czego Saksonia znalazła się pod okupacją. Po klęsce Saksonia 11 grudnia 1806 r. zawarła z Francją traktat pokojowy w Poznaniu i na mocy jego postanowień zakończyła swój udział w wojnie po stronie IV koalicji i przeszła na stronę Napoleona, wstępując do Związku Reńskiego. Jednocześnie Saksonia stała się królestwem, zrzekła się części obszarów w Turyngii (w zamian za co otrzymała pruski Chociebuż), a wyznanie rzymskokatolickie zostało prawnie zrównane z luterańskim. 20 grudnia 1806 elektor Fryderyk August III został ogłoszony królem Saksonii jako Fryderyk August I. Ustrój państwa pozostał jednak w zasadzie niezmieniony.
Wskutek postanowień pokoju tylżyckiego, kończącego zwycięską dla Francji wojnę IV koalicji, utworzono Księstwo Warszawskie, pozostające w latach 1807–1815 w unii personalnej z Królestwem Saksonii. Utworzono także Wolne Miasto Gdańsk, jako protektorat Królestwa Saksonii i Królestwa Prus.
W kolejnej wojnie napoleońskiej – wojnie przeciwko V koalicji w 1809 r. – Królestwo Saksonii walczyło w ramach sił napoleońskich przeciwko Cesarstwu Austrii. Drezno zostało 11 czerwca 1809 r. na krótko zajęte przez wojska austriackie, ale wyzwolili je Francuzi. Wojska saskie walczyły w decydującej bitwie pod Wagram 5/6 lipca 1809 r., gdzie, pomimo zwycięstwa, poniosły duże straty.

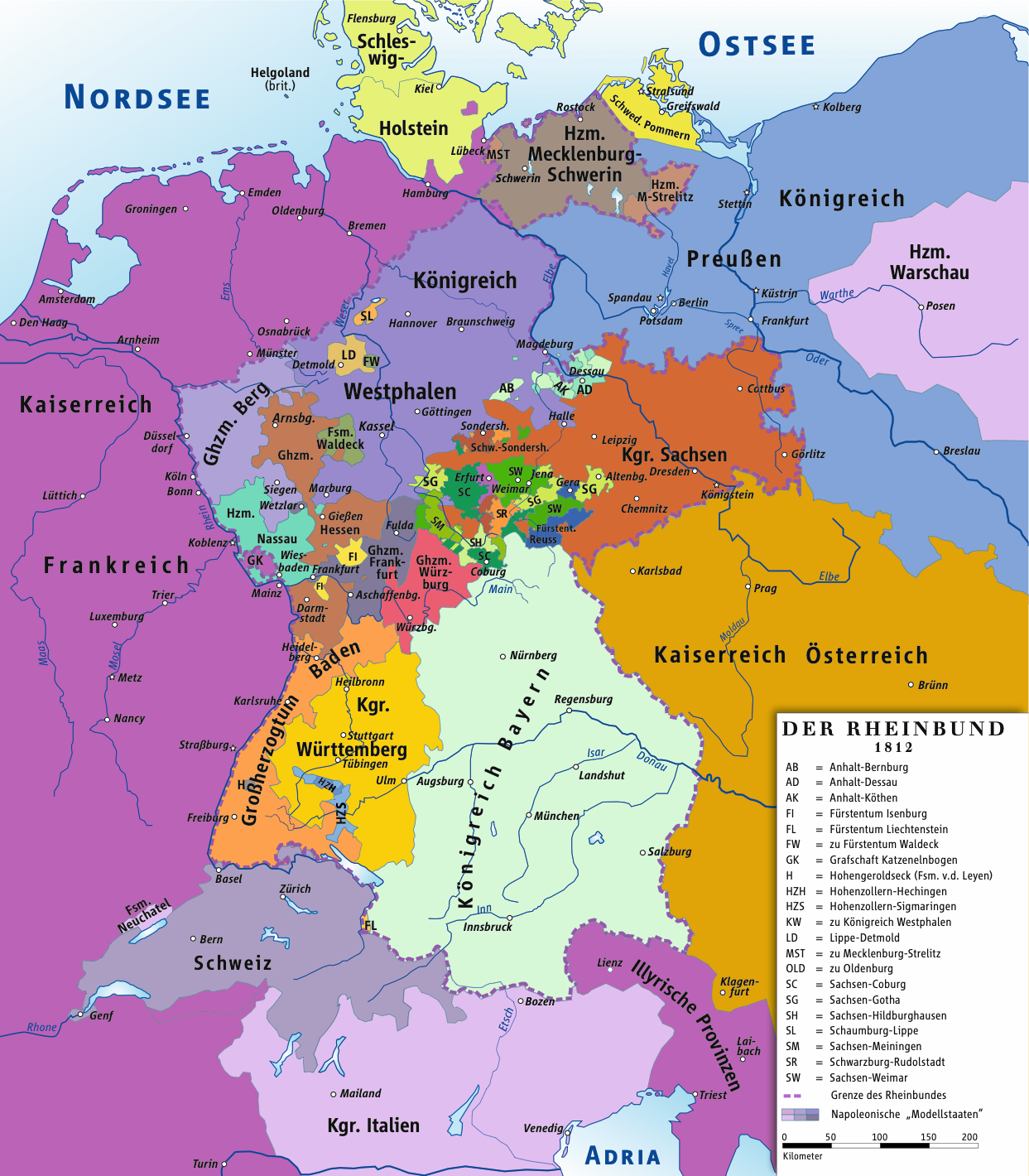
Królestwo Saksonii w Związku Reńskim w 1812 r.

21 000 żołnierzy Królestwa Saksonii uczestniczyło także w rosyjskiej kampanii w 1812 r. Gdy wojna ta zakończyła się klęską, Napoleon wybrał terytorium Saksonii jako bazę operacyjną i główną arenę nadchodzących wojen przeciwko wojskom rosyjskim, austriackim i pruskim. Odbudowa armii saskiej i zaopatrzenie wojsk francuskich stanowiły ogromne obciążenie finansowe dla Saksonii, co późną wiosną i latem 1813 r. spowodowało zapaść sytuacji ekonomicznej. Bitwa pod Budziszynem, bitwa pod Dreznem i Bitwa Narodów pod Lipskiem stanowiły kulminację walk o Saksonię i Niemcy. W przeciwieństwie do większości władców innych krajów Związku Reńskiego, Fryderyk August I nie stanął po stronie koalicji jesienią 1813 r. Jednak w czasie Bitwy Narodów wojska saskie przeszły na stronę koalicji antyfrancuskiej. Król dostał się do niewoli. Saksonia podczas wojny straciła 200 000 mieszkańców wskutek walk, głodu i epidemii, a 150 miejscowości zostało zniszczonych. Na okupowanych terenach Królestwa utworzono Generalne Gubernatorstwo Saksonii, którym od 21 października 1813 r. do 9 listopada 1814 r. administrował książę Nikołaj Repnin-Wołkonski, a po nim przedstawiciele Prus: Eberhard von der Recke i Friedrich Wilhelm Leopold von Gaudi.
Prusy planowały po upadku Napoleona zaanektować Saksonię. 28 lutego 1813 r. Prusy i Rosja uzgodniły w traktacie kaliskim roszczenia terytorialne obu stron w Europie w przypadku zwycięstwa nad Napoleonem: Prusom miała przypaść Saksonia, a Rosji Księstwo Warszawskie. Włączenia Saksonii do Prus uniknięto z powodu oporu dyplomatów austriackich i angielskich na kongresie wiedeńskim, którzy obawiali się, że Prusy będą zbyt silne. Ostatecznie, w wyniku postanowień Kongresu, ponad połowa ziem Królestwa Saksonii została włączona do Królestwa Prus.
Po powrocie Napoleona z Elby Saksonia dołączyła do sojuszu przeciwko niemu i zobowiązała się wystawić 8000 żołnierzy liniowych i 8000 żołnierzy Landwehry do walki z nim. Fryderyk August I wrócił 7 czerwca 1815 r. do Drezna, gdzie został entuzjastycznie powitany. Królestwo musiało poradzić sobie ze znacznymi problemami ekonomicznymi wynikającymi z utraty części ziem, ale wkrótce nastąpiło gospodarcze odrodzenie. Po 1815 r. Saksonia przestała jednak na stałe odgrywać ważną rolę polityczną w Niemczech i musiała przystąpić do Związku Niemieckiego. Przez następne lata władcy sascy trwali w konsekwentnym sojuszu z Cesarstwem Austrii, ale Saksonia należała także do stworzonego przez Prusy Związku Celnego.
W czasie kolejnej europejskiej fali rewolucji z lat 1830–1831 również w Saksonii doszło do walk. W Lipsku powstała gwardia municypalna, a w Dreźnie – gwardia narodowa. Wskutek nacisków, w 1830 r. król Antoni I musiał powołać na współregenta swego bratanka Fryderyka Augusta, w następnym roku wprowadził konstytucję i powołał parlament o ograniczonych kompetencjach (po raz pierwszy zebrał się w 1833), a w 1832 r. zniósł powinności feudalne. W 1833 r. postanowiono o przystąpieniu do Niemieckiego Związku Celnego – traktaty o jego utworzeniu weszły w życie 1 stycznia kolejnego roku.
W 1836 r. rządy objął dotychczasowy współregent jako Fryderyk August II. Od 1843 r. nasilało się niezadowolenie społeczeństwa z jego konserwatywnych rządów. W Niemczech w połowie lat 40. XIX w. wybuchały rozruchy i bunty głodowe – w Saksonii w 1845 r. (w latach 40. XIX w. miała miejsce klęska nieurodzaju wskutek m.in. zarazy ziemniaczanej). W czasie Wiosny Ludów liberałowie zdominowali ministerium i parlament, przeprowadzając wiele reform, ale izby parlamentu zostały rozwiązane i zwołane na początek 1849 r., a następnie rozwiązane 30 kwietnia 1849. Konflikt między liberałami a królem dotyczył głównie kwestii zjednoczenia Niemiec. Wobec jawnego buntu przeciw królowi, w 1849 r. saska Wiosna Ludów została stłumiona z pomocą wojsk pruskich. Od 1850 r., po kolejnym rozwiązaniu parlamentu, przy pomocy dawnego zgromadzenia stanów cofnięto wiele reform.
Za panowania króla Jana I (od 1859) wprowadzono w Saksonii tzw. wolność procederu (w 1861) – zasadę, według której każdy mógł podejmować produkcję w każdej dziedzinie wytwórczości w jakichkolwiek rozmiarach i przy użyciu jakiejkolwiek techniki. Ponadto w 1865 r. wszedł w życie saksoński kodeks cywilny. W 1866 r. król Jan I opowiedział się po stronie Austrii w wojnie przeciw Prusom. Po swej wygranej Prusy pierwotnie chciały zaanektować Królestwo Saksonii. Dzięki umiejętnościom negocjacyjnym generała Alfreda von Fabrice i za wstawiennictwem cesarza austriackiego Franciszka Józefa I udało się tego uniknąć, doszło jednak do utraty suwerenności państwowej wskutek przystąpienia do Związku Północnoniemieckiego w 1866 r. Chociaż armia saksońska została zachowana, to włączono ją do armii Związku.
W latach 1870–1871 królestwo uczestniczyło w wojnie francusko-pruskiej, a w 1871 r. stało się częścią Cesarstwa Niemieckiego. Lipsk, drugie po Dreźnie liczące się miasto saskie, zostało siedzibą Sądu Najwyższego Rzeszy.
Gdy rozmowy o zawieszeniu broni we Francji przedłużały się, kanclerz Otto von Bismarck przekazał prowadzenie rozmów Alfredowi von Fabrice, który wówczas był ministrem wojny Królestwa Saksonii. W 1871 r. Fabrice został mianowany gubernatorem generalnym dla okupowanej Francji.
Po śmierci Jana, w 1873 r., na tron wstąpił król Albert, za którego panowania m.in. przeprowadzono reformy podatkowe. W parlamencie dominowali w tym czasie konserwatyści, jednak w wyborach 1885/1886 r. po raz pierwszy dostali się do niego socjaliści. Na przełomie 1873 i 1874 r. rozdzielono sądownictwo i administrację, a w 1879 r. wprowadzono sądownictwo według systemu ogólnoniemieckiego. W 1892 r. zreorganizowano armię, co spowodowało zwiększenie wydatków, przez co podniesiono podatek dochodowy na rok 1895. W 1902 r., po śmierci Alberta, na tron wstąpił Jerzy, którego już dwa lata później zastąpił Fryderyk August III.
W 1918 r. rewolucja listopadowa doprowadziła do końca monarchii, a 10 listopada Hermann Fleißner proklamował w cyrku Sarrasani Wolne Państwo Saksonii. 13 listopada król Fryderyk August III abdykował na zamku Guteborn, po której osiadł w pałacu w Szczodrem na Śląsku. Saksonia pozostała członkiem Rzeszy Niemieckiej.

## Miasta
Miasta Królestwa Saksonii o populacji przekraczającej 20 tys. ludzi w 1890 roku:
|    | miasto    | populacja |
| -- | --------- | --------- |
| 1. | Lipsk     | 295 025   |
| 2. | Drezno    | 276 522   |
| 3. | Chemnitz  | 138 954   |
| 4. | Plauen    | 47 007    |
| 5. | Zwickau   | 44 198    |
| 6. | Freiberg  | 28 955    |
| 7. | Żytawa    | 25 394    |
| 8. | Glauchau  | 23 405    |
| 9. | Budziszyn | 21 516    |